# Грабовица (Невесиње)
Грабовица је насељено мјесто у општини Невесиње, Република Српска, БиХ. Према попису становништва из 2013. у насељу је живјело 67 становника.

## Становништво
| Демографија | Демографија | Демографија |
| Година      | Становника  | Становника  |
| ----------- | ----------- | ----------- |
| 1961.       | 313         |             |
| 1971.       | 250         |             |
| 1981.       | 143         |             |
| 1991.       | 96          |             |
| 2013.       | 67          |             |

## Познате личности
- Алекса Ковачевић, југословенски атлетичар, учесник Олимпијских игара у Берлину 1936.
- Недељко Шиповац, српски политичар, бивши савезни министар за пољопривреду.